# 406 v. Chr.
Portal Geschichte | Portal Biografien | Aktuelle Ereignisse | Jahreskalender | Tagesartikel

◄ |
6. Jahrhundert v. Chr. |
5. Jahrhundert v. Chr. |
4. Jahrhundert v. Chr. |
►

◄ | 420er v. Chr. | 410er v. Chr. | 400er v. Chr. | 390er v. Chr. |
380er v. Chr. |
►

◄◄ | ◄ | 409 v. Chr. | 408 v. Chr. | 407 v. Chr. | 406 v. Chr. |
405 v. Chr. |
404 v. Chr. |
403 v. Chr. |
► |
►►

## Ereignisse

### Politik und Weltgeschehen
Bei einem Seegefecht am Eingang zum Hafen von Mytilene im Peloponnesischen Krieg verlieren die Athener 30 von ihren 70 Schiffen und werden nunmehr dort von der spartanischen Flotte belagert. Um Verstärkung aus Athen heranzuholen, wird beschlossen, dass zwei Schiffe die spartanische Belagerungssperre vor dem Hafen von Mytilene durchbrechen und versuchen sollen, nach Athen zu gelangen. Der Feldherr Konon soll in Mytilene bleiben, während seine Kollegen Erasinides und Leon mit je einem Schiff versuchen sollen, in unterschiedliche Richtungen (aufs offene Meer hinaus und Richtung Hellespont) zu entkommen. Man muss annehmen, dass Leon dasjenige der beiden Schiffe befehligt, das in Richtung offenes Meer flüchtet. Während es seinem Kollegen Erasinides gelingt, in Richtung Hellespont zu entkommen, wird Leons Schiff von den Spartanern nach einer Verfolgungsfahrt gestellt, im Kampf besiegt und zurückgeschleppt.

Karte des Peloponnesischen Krieges mit dem Ort der Seeschlacht bei den Arginusen

Die Schlacht bei den Arginusen zwischen Athen und Sparta ist die größte Seeschlacht, die sich Griechen jemals geliefert haben. Athen erringt in dieser Schlacht einen überwältigenden Sieg über die spartanische Flotte unter Kallikratidas, der in der Schlacht fällt. Da es den Admirälen wegen eines Unwetters aber nicht gelingt, Seeleute aus untergegangenen Schiffen zu retten oder zumindest die Leichen zu bergen, werden sechs von ihnen auf Betreiben des Theramenes von der erzürnten und aufgehetzten Volksversammlung vor Gericht gestellt und hingerichtet. Darunter sind neben Perikles dem Jüngeren, einem Sohn des berühmten Staatsmanns Perikles, auch Aristokrates, Erasinides, Diomedon, Lysias und Thrasyllos. Der Philosoph Sokrates ist an diesem Tage unter den Richtern und hält als einziger dem Druck der wütenden Volksmenge stand und weigert sich, einer Verurteilung der Admiräle und damit deren Hinrichtung zuzustimmen.

### Wissenschaft und Technik
- Im babylonischen Kalender fällt der Jahresbeginn des 1. Nisannu auf den 28.–29. März[1]; der Vollmond im Nisannu auf den 10.–11. April[1] und der 1. Tašritu auf den 20.–21. September[1].
- Babylonische Astronomen protokollieren im 18. Regierungsjahr des achämenidischen Königs Dareios II. (406 bis 405 v. Chr.) ihre Beobachtungsergebnisse der Mondfinsternis vom 4.–5. Oktober[1] (15. Tašritu).

### Kultur

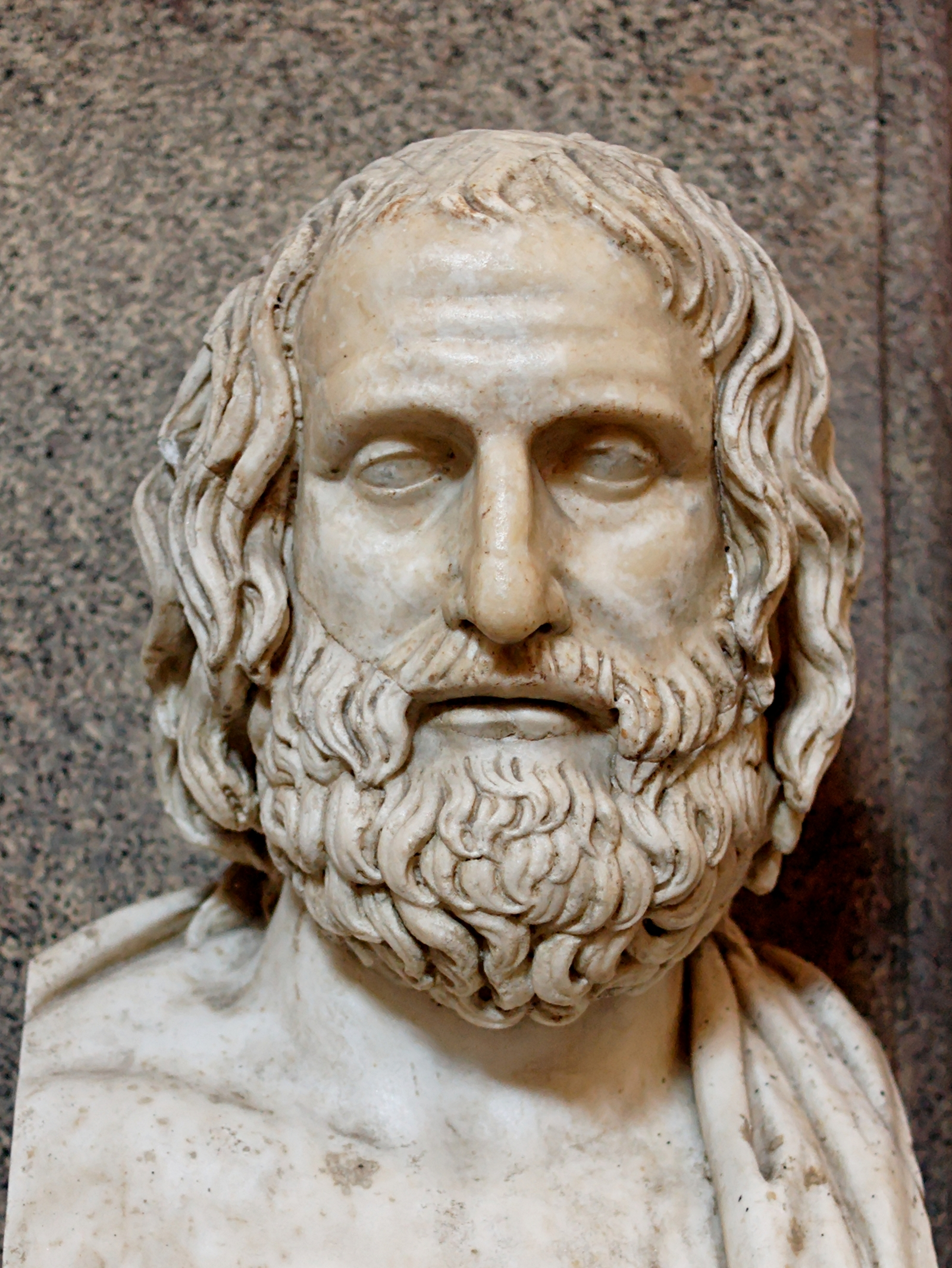
Euripides

- Der griechische Dramatiker Euripides verfasst kurz vor seinem Tod das Werk Die Bakchen als dritten Teil einer Tetralogie.

## Gestorben
- Aristokrates, athenischer Politiker, Feldherr und Admiral
- Erasinides, athenischer Feldherr und Admiral
- Euripides, griechischer Dichter
- Kallikratidas, spartanischer Admiral
- Leon, athenischer Politiker, Feldherr und Admiral
- Lysias, athenischer Admiral
- Perikles der Jüngere, athenischer Politiker, Feldherr und Admiral